# Urgent Action
Als Urgent Action (englisch für Eilaktion) wird bei Amnesty International in einem dringenden Fall von Menschenrechtsverletzungen ein Maßnahmenbündel bezeichnet, an dessen Ende meist massenweise Appelle (Bitten oder Beschwerden) an die zuständigen Stellen von unterschiedlicher und internationaler Seite stehen. Adressaten von Urgent Actions sind häufig Staatsanwälte, Richter, Gouverneure, Staatspräsidenten, Minister, Militärpersonen, Gefängnisdirektoren, Botschafter, Konsule, Polizeistellen oder auch Unternehmen. 
Bei Amnesty ist Urgent Action ein Oberbegriff, der mehrere Maßnahmen umfasst, vor allem die Erstellung eines Eilberichts, dessen Übersetzungen, die länderspezifische Publikation von Appellvorschlägen und das individuelle Verfassen und Versenden von dringenden Appellen durch Menschenrechtler per Brief, Fax, E-Mail oder Twitter-Nachricht. Solche Appelle werden bei Amnesty auch als vorformulierte und herunterladbare Textvorschläge im Internet publiziert, meist auf Englisch, Spanisch oder Französisch, teilweise mit Übersetzung ins Deutsche. Die Vorschläge sind kein Ersatz für individuelle Formulierungen, helfen aber bei unzureichenden Sprachkenntnissen und verkürzen den Zeitaufwand für völlig selbständig verfasste Briefe. Sie können nach der Überzeugung vieler Amnesty-Unterstützer die Wirksamkeit von Amnesty-Eilaktionen erheblich verstärken, da es bei ihnen vor allem auf rasche Reaktionen und eine möglichst große Anzahl von Appellen ankommt. Sie sind im langjährigen Durchschnitt und im Hinblick auf alle Länder in 40 Prozent aller Fälle erfolgreich. Das bedeutet zum Beispiel: Gewaltlose politische Gefangene werden freigelassen, Folterungen unterbunden, Todesurteile umgewandelt oder bei Gefangenen werden zumindest Hafterleichterungen erreicht. Nach Angaben von Amnesty International besteht das Unterstützernetzwerk für Urgent Actions aus fast 80.000 Menschen in 85 Ländern, davon 10.000 aus Deutschland.
Die erste Urgent Action wurde am 19. März 1973 zugunsten des brasilianischen Professors Luiz Rossi durchgeführt, der wegen Mitgliedschaft in einer kommunistischen Partei von der Militärjunta inhaftiert und gefoltert wurde. Die Aktion zeigte Wirkung, Rossi wurde am 24. Oktober 1974 freigelassen.
Auch zahlreiche andere Organisationen verwenden das Instrument der Urgent Actions, so FIAN oder die Clean-Clothes-Kampagne. Eine Urgent Action der Clean-Clothes-Kampagne wird dann eingeleitet, wenn sich Gewerkschaften oder lokale Organisationen an die Kampagne wenden mit der Bitte, dass Konsumenten aktiv werden, um Arbeiter in ihrem Kampf um faire Arbeitsbedingungen zu unterstützen. Bei der Weltorganisation gegen Folter (OMCT) werden Urgent Actions als Urgent Appeals bezeichnet; daneben gibt es dort Urgent Campaigns. 
Siehe auch: Petition